# Christoph Köpke
Christoph Köpke (* 6. Dezember 1947) ist ein deutscher Manager und war ab Januar 2005 Vorsitzender der Geschäftsleitung der DaimlerChrysler Vertriebsorganisation Deutschland (DCVD) mit Sitz in Berlin. Christoph Köpke ging am 31. Dezember 2006 nach 35 Jahren im DaimlerChrysler-Konzern in den Ruhestand. Sein Nachfolger ist Peter Alexander Trettin. Christoph Köpke ist weiterhin im Aufsichtsrat der DCSA aktiv. In Deutschland musste er in der DCVD die unter seinem Vorgänger Eckhard Panka verkrusteten Strukturen aufbrechen und den Vertrieb an die neuen Marktbedingungen anpassen.
Er arbeitete von 1989 bis 2005 in Südafrika als Vorsitzender der Geschäftsleitung der Vertriebsorganisation von DaimlerChrysler in Pretoria. Köpke verband die Führung von DCSA mit sozialem Engagement. Er setzte sich seit Mitte der 1990er Jahre für die landesweite und betriebsinterne AIDS-Prophylaxe ein (siehe auch HIV/AIDS in Afrika).
Köpke war Vorsitzender des südafrikanischen Arbeitgeberverbandes SACOB (South African Chamber of Business) und ist seit 2003 Ehrenmitglied des SAIIE (Southern African Institute for Industrial Engineering).
Christoph Köpke lebt hauptsächlich in Südafrika, wo er eine Farm besitzt. Er ist in zweiter Ehe mit seiner ehemaligen Sekretärin verheiratet und hat zwei Kinder aus erster Ehe. Seine erste Frau starb durch einen Verkehrsunfall in Südafrika. 